# Enigmaster scalaris
Enigmaster scalaris är en sjöstjärneart som beskrevs av Donald George McKnight och H.E.S. Clark 1996. Enigmaster scalaris ingår i släktet Enigmaster, och familjen ledsjöstjärnor. Inga underarter finns listade.